# イオン栃木店
イオン栃木店（イオンとちぎてん）は、栃木県栃木市にあるイオンリテール株式会社の総合スーパー。
2011年2月28日まではジャスコを屋号として「ジャスコシティ栃木店」の名称で営業していたが、イオングループの店舗ブランド統合により現在の名称に変更された。「イオンシティ栃木店」とも呼ばれる。

## 沿革
- 1986年（昭和61年）5月15日 - 「ジャスコシティ栃木店」としてオープン
- 1999年（平成11年）10月15日 - 増床オープン[1]
- 2011年（平成23年）
  - 3月1日 - 店舗ブランドの統合に伴い、同日より「イオン栃木店」に名称変更
- 2018年（平成30年）
  - 1月21日 - 店舗の2階で運営されていたアミューズメント施設「モーリーファンタジー」の営業を終了
  - 7月6日 - 店舗の2階で運営されていたフードコートの営業を終了
- 2019年（平成31年）4月19日 - 店舗全体の大規模な改装を行い、同日リニューアルオープン

## アクセス
- 東北自動車道・北関東自動車道
  - 栃木インターチェンジより車3分
- 東武鉄道日光線・宇都宮線
  - 新栃木駅より車3分
- 東日本旅客鉄道（JR東日本）両毛線・東武鉄道日光線・宇都宮線
  - 栃木駅よりふれあいバス利用20分

## 周辺施設
- 栃木県警栃木警察署
- ヤマダデンキテックランド栃木店
- コジマ×ビックカメラ栃木店
- カワチ薬品栃木インター店
- 栃木市総合運動公園
- 栃木インターチェンジ